# Urząd Ostholstein-Mitte
Urząd Ostholstein-Mitte (niem. Amt Ostholstein-Mitte) - urząd w Niemczech w kraju związkowym Szlezwik-Holsztyn, w powiecie Ostholstein. Siedziba urzędu znajduje się w miejscowości Schönwalde am Bungsberg.
W skład urzędu wchodzi pięć gmin:
1. Altenkrempe
2. Kasseedorf
3. Schashagen
4. Schönwalde am Bungsberg
5. Sierksdorf